# Firestone Indy 300 2009
Firestone Indy 300 2009 var ett race som var den sjuttonde och avslutande deltävlingen i IndyCar Series 2009. Racet kördes den 10 oktober på Homestead-Miami Speedway. Dario Franchitti tog sin femte seger för säsongen och säkrade 2009 års titel. Han drog nytta av att spara mer bränsle än sina konkurrenter Ryan Briscoe och Scott Dixon, när inte en enda gulflagga kom ut (vid krasch) under hela tävlingen, för första gången i IndyCar Series historia. Både Briscoe och Dixon var tvungna att besöka depån med nio varv kvar att köra, men Franchitti hade bränsle för de återstående 21,5 kilometerna, och gick i mål fyra sekunder före Briscoe, som nästan varvat honom innan depåstoppet. Briscoe slutade trea i mästerskapet, eftersom Dixons poängantal gjorde att tredjeplatsen räckte för att hålla Briscoe bakom sig.

## Slutresultat
| Plats | Förare            | Team                     | Grid | Snitt  |
| ----- | ----------------- | ------------------------ | ---- | ------ |
| 1     | Dario Franchitti  | Chip Ganassi Racing      | 1    | 25,134 |
| 2     | Ryan Briscoe      | Team Penske              | 3    | 25,200 |
| 3     | Scott Dixon       | Chip Ganassi Racing      | 2    | 25,198 |
| 4     | Tony Kanaan       | Andretti Green Racing    | 15   | 25,418 |
| 5     | Hélio Castroneves | Team Penske              | 11   | 25,377 |
| 6     | Hideki Mutoh      | Andretti Green Racing    | 19   | 25,502 |
| 7     | Mário Moraes      | KV Racing Technology     | 10   | 25,358 |
| 8     | Alex Lloyd        | Newman/Haas Racing       | 5    | 25,252 |
| 9     | Tomas Scheckter   | Dreyer & Reinbold Racing | 12   | 25,402 |
| 10    | Justin Wilson     | Dale Coyne Racing        | 13   | 25,406 |
| 11    | Graham Rahal      | Newman/Haas Racing       | 6    | 25,258 |
| 12    | Ed Carpenter      | Vision Racing            | 4    | 25,244 |
| 13    | Ryan Hunter-Reay  | A.J. Foyt Enterprises    | 21   | 25,635 |
| 14    | Raphael Matos     | Luczo Dragon Racing      | 9    | 25,356 |
| 15    | Mike Conway       | Dreyer & Reinbold Racing | 20   | 25,582 |
| 16    | Ernesto Viso      | HVM Racing               | 19   | 25,484 |
| 17    | Milka Duno        | Dreyer & Reinbold Racing | 17   | 25,454 |
| 18    | Sarah Fisher      | Sarah Fisher Racing      | 16   | 25,436 |
| 19    | Danica Patrick    | Andretti Green Racing    | 7    | 25,305 |
| 20    | Robert Doornbos   | HVM Racing               | 22   | 25,782 |
| 21    | Dan Wheldon       | Panther Racing           | 14   | 25,407 |
| 22    | Marco Andretti    | Andretti Green Racing    | 8    | 25,350 |
| 23    | Jaques Lazier     | Team 3G                  | 23   | 26,001 |